# Hatten (Antarktika)
Der Hatten (norwegisch für Hut) ist ein 2033 m hoher und isolierter Berg im ostantarktischen Königin-Maud-Land. An der Nordwestseite des Borg-Massivs ragt er 10 km nordwestlich des Veten auf.
Norwegische Kartografen, die ihn auch deskriptiv benannten, kartierten ihn anhand von Luftaufnahmen und Vermessungen der Norwegisch-Britisch-Schwedischen Antarktisexpedition (1949–1952).